# Belmiro Cuica Chissengueti

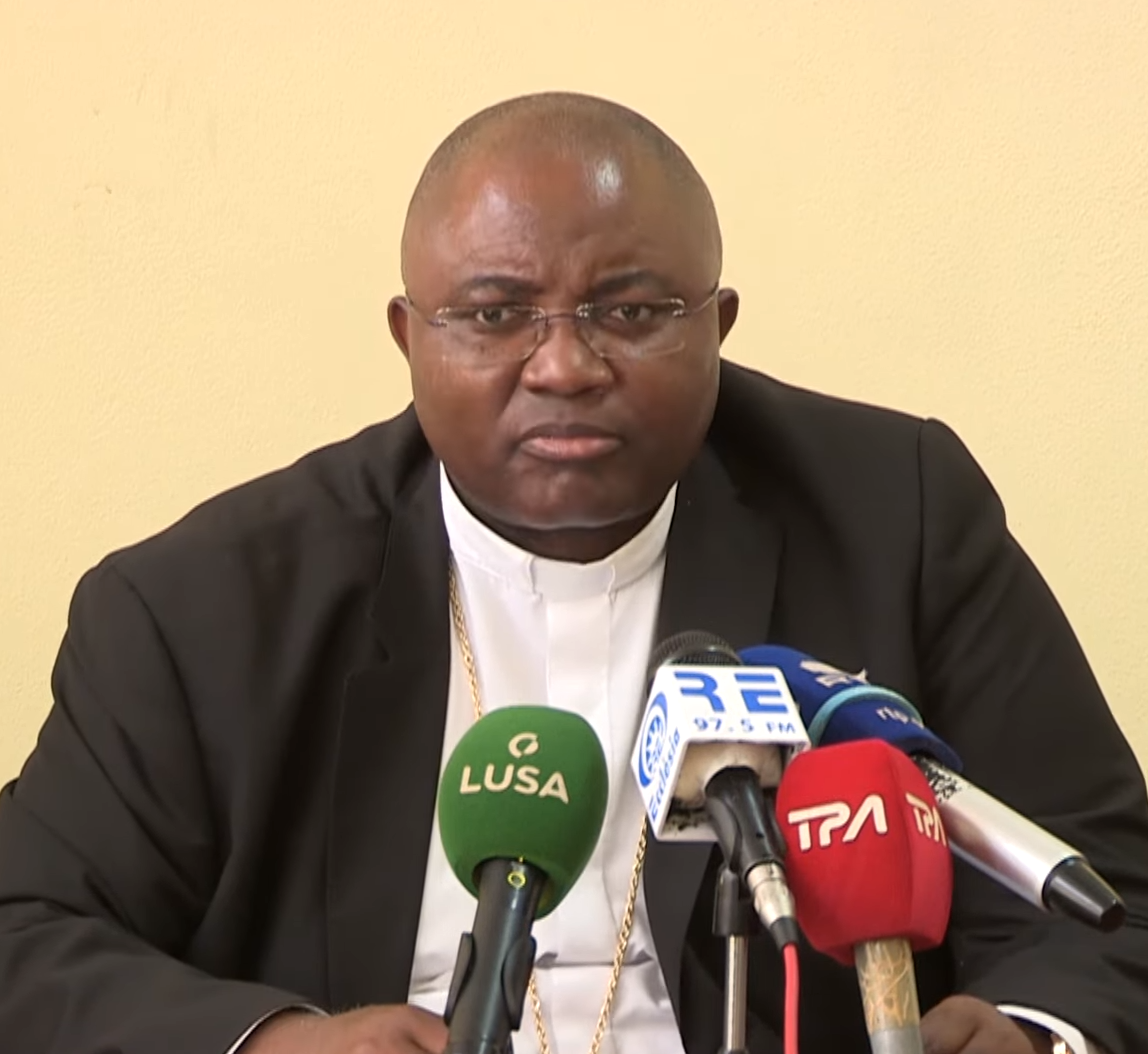
D. Belmiro em 2023

Belmiro Cuica Chissengueti (Chinguar, 5 de março de 1969) é um sacerdote angolano e bispo católico romano de Cabinda afiliado à Congregação do Espírito Santo (CSSp).
Belmiro Cuica Chissengueti ingressou na ordem espiritana e fez a profissão perpétua em 5 de agosto de 1995. Recebeu o Sacramento da Ordem em 5 de maio de 1996.
Em 2009, foi nomeado secretário da Comissão de Justiça e Paz da Conferência Episcopal de Angola e São Tomé (CEAST), participante especialista do Sínodo dos Bispos sobre a África, que se reuniu no Vaticano em outubro.
A 3 de julho de 2018, foi nomeado Bispo de Cabinda pelo Papa Francisco. O Arcebispo de Luanda, Filomeno do Nascimento Vieira Dias, consagrou-o em 30 de setembro do mesmo ano; os co-consagradores foram o Arcebispo de Malanje, Benedito Roberto, e o Núncio Apostólico em Angola e São Tomé e Príncipe, Petar Rajič. A posse ocorreu em 7 de outubro de 2018.